# Sessilee Lopez
Sessilee Lopez (Filadelfia, 4 gennaio 1987) è una modella statunitense.

## Carriera
Di origini per metà dominicane e per metà portoghesi, la carriera di Sessilee Lopez inizia nel 2004, grazie ad un contratto con l'agenzia IMG Models. Il suo debutto sulle avviene sulle passerelle di Vivienne Tam e Daryl K. Nel 2007, firma un contratto con la Major Model Management Worldwide, e da quel momento ha sfilato per varie griffe internazionali come Fendi, Dolce & Gabbana, Jean Paul Gaultier, Karl Lagerfeld, Marc Jacobs, Lanvin, Hermès ed altre, compresa Victoria's Secret (nel 2008 e nel 2009). È comparsa nelle edizioni statunitensi, italiane, francesi e tedesche di Vogue, V, Allure, Marie Claire ed Harper's Bazar. Ha inoltre lavorato come testimonial per le campagne pubblicitarie di Benetton, del profumo CK One, Gas Jeans, Tommy Hilfiger, Barneys New York, GAP e Uniglo Heattech.
Nel settembre 2009, la Lopez è comparsa insieme alle colleghe Arlenis Sosa, Chanel Iman e Jourdan Dunn (tutte accomunate dal fatto di essere afroamericane) sulla copertina di I-D magazine. Inoltre è comparsa sulla copertina di Vogue Italia in una delle quattro cover alternative dell'edizione "All Black", mentre Naomi Campbell, Liya Kebede e Jourdan Dunn erano le altre tre "alternative".

## Agenzie
- Major Model Management - New York
- Group Model Management - Barcellona
- Nathalie Models
- Scoop Models
- MC2 Model Management - Miami
- Elite Model Management - Londra
- NEXT Model Management - Milano